# Luigi Raffanelli
Luigi Raffanelli (Pistoia, 21 marzo 1752 – Milano, 1821) è stato un cantante lirico italiano, un "buffo" molto acclamato per la sua espressività e le sue non comuni doti sceniche di attore.

## Biografia
Luigi Raffanelli era nato presso Pistoia; il suo vero cognome era Rafanelli, casato piuttosto frequente nella campagna pistoiese, luogo della sua nascita, ma quello fu il suo nome d'arte. Purtroppo non si hanno notizie circa i suoi studi e la sua preparazione musicale. È però ben documentato che esordì nel 1774 come basso buffo in teatri toscani di provincia  e che nel dicembre 1778 cantò al «Teatro San Sebastiano» di Livorno ne "La vendemmia" e ne "La vera costanza", due drammi giocosi di Giuseppe Gazzaniga, nei quali interpretava rispettivamente il ruolo de "Il Conte Zefiro" e quello di "Villotto".
 
Nel 1784 fece con successo il suo gran debutto al «Teatro alla Scala» di Milano con "Le gelosie villane" di Giuseppe Sarti nei due ruoli di "Marcotondo" e "Farfallone"; nello stesso anno sposò la cantante Giulia Moroni. Non ancora trentenne, era già una stella di prima grandezza.
 Dal 1789 al 1792 fu acclamatissima presenza fissa al «Théâtre de Monsieur» di Parigi come "primo buffo caricato",
 assieme alla moglie, che interpretava ruoli da comprimaria. Egli era Indubbiamente dotato notevoli qualità sceniche che indussero i critici parigini ad accostarlo a Préville un grande attore della «Comédie-Française» che, ancorché assai anziano, era tornato sulle scene nel 1791 per interpretare, e quasi creare, la parte di Figaro nella commedia teatrale "Il barbiere di Siviglia" di Beaumarchais; i parigini perciò poterono ammirarli entrambi contemporaneamente, anche se su palcoscenici diversi, e Raffanelli era tanto consumato attore che in alcune farse sentimentali dimostrò di saper perfino commuovere; giudizi parigini questi che successivamente si ripeterono quasi identici nell'ambiente teatrale veneziano.

Nel biennio 1793-1794 fu a Vienna e, successivamente per due anni, in giro per l’Italia. Poi tornò a Parigi, dal 1801 al 1803, al «Théâtre Italien», dove rinnovò i successi di dieci anni prima in opere italiane di Domenico Cimarosa, Ferdinando Paër, Giovanni Paisiello e altri autori meno noti.
 Chiuse infine la sua intensa carriera nel 1815 dopo aver interpretato un ragguardevole numero di opere, molte delle quali in prima assoluta. Negli ultimi suoi anni di vita fu direttore di scena al «Teatro alla Scala» di Milano, città in cui morì nel 1821.

### Annotazioni
1. ↑  «...Nell'opera comica dal'700 in poi il basso comico, o buffo, ebbe grande importanza e assunse diversi caratteri: si distinse, oltre che in primo, secondo, terzo buffo, secondo l'entità della parte e la valentia dell'artista, anche in buffo nobile, di mezzo carattere, caricato, cantante, ecc. Nel basso comico, più che potenza e bellezza di voce, si richiedono limpida e chiara dizione, abilità nel rappresentare il personaggio, arte scenica e schietta comicità...».

### Fonti
1. 1 2 3 4   Saverio Lamacchia, Luigi Raffanelli, in Dizionario biografico degli italiani, vol. 86, Roma, Istituto dell'Enciclopedia Italiana, 2016. URL consultato il 23 aprile 2024.
2. ↑   Luigi Raffanelli, su Almanacco di Casaglia. URL consultato il 23 Aprile 2024.
3. ↑   Arnaldo Bonaventura, basso, in Enciclopedia Italiana, Roma, Istituto dell'Enciclopedia Italiana, 103'. URL consultato il 28 aprile 2024.